# Vénus (Schiff, 1782)
Die Vénus (französisch La Vénus ‚Venus‘) war eine 34-Kanonen-Fregatte der Hébé-Klasse der französischen Marine, die von 1782 bis 1788 in Dienst stand.

## Geschichte
Die spätere Vénus wurde im November 1781 als erste Einheit ihrer Klasse im Marinearsenal von Brest auf Kiel gelegt. Der Stapellauf erfolgte am 14. Juli 1782 und im Oktober des gleichen Jahres die Indienststellung.
Nach ihrer Indienststellung, noch während des Amerikanischen Unabhängigkeitskrieges, wurde das Schiff für einen Transport von Rochefort zur Île de Ré eingesetzt. Anschließend wurde es für einige Monate auf der Karibik-Insel Martinique stationiert.
Im Juni 1784 wurde die Vénus als Flaggschiff eines kleinen Verbandes unter dem Kommando von Capitaine de vaisseau Charles de Bernard de Marigny nach Afrika entsandt. Der am Ende erfolgreiche Auftrag war die Einnahme bzw. Zerstörung der portugiesischen Festung Santa Maria de Cabinda im heutigen Angola. Im Februar des Folgejahres wurde die Schiffsführung an Capitaine de vaisseau François Étienne de Rosily-Mesros übertragen und dieser mit hydrografischen Untersuchungen im Roten Meer, Persischen Golf und Indischen Ozean betraut.
Das auf der Île de la Réunion, damaliger Name Île Bourbon, stationierte Schiff verließ am 30. Dezember 1788 unter dem Kommando von Kapitän de Tanoüarn den Hafen Saint-Paul. Es verschwand am folgenden Tag, dem 31. Dezember 1788, während eines Zyklons.